# Phare de Poulfanc
Phare de Poulfanc ist der Name eines Leuchtturms in der französischen Gemeinde Riantec im Département Morbihan. Er wurde 1854 in Dienst genommen und 1913 durch den Leuchtturm Kerbel ersetzt.